# Porte de Douai (metrostation)
Het metrostation Porte de Douai is een station van metrolijn 2 van de metro van Rijsel, gelegen in het zuiden van de stad Rijsel. De naam van dit station komt van de oude stadspoort met dezelfde naam, die zich in de buurt van dit station bevond en verdween nadat de vestingmuur van de stad werd afgebroken. Het station ligt in de wijk Moulins en in de omgeving bevinden zich veel winkeltjes. De architectuur van het metrostation heeft veel weg van die van Porte d'Arras en Porte de Valenciennes.
Vanaf dit metrostation kan men overstappen op verschillende buslijnen, zowel stadslijnen (Liane 1 en de nachtbus) als regionale lijnen.

## Omgeving
- Botanische tuin
- De Rechtenfaculteit van de Université de Lille II
- De faculteit van Financiën, Bankwezen en Boekhouding van de Université de Lille II